# 217 a.C.
Il 217 a.C. (CCXVII a.C. in numeri romani) è un anno  del III secolo a.C.

## Eventi
- Seconda guerra Punica:
  - 24 giugno: Annibale distrugge l'esercito Romano comandato dal console C. Flaminio nella Battaglia del Lago Trasimeno.
  - Il Senato Romano nomina dittatore Quinto Fabio Massimo Verrucoso, in seguito detto il Temporeggiatore.
- La Macedonia si allea con Cartagine contro Roma: inizia la prima Guerra Macedone.
- Primo terremoto di cui si hanno notizie in Italia, avvenuto nell'antica regione dell'Etruria.

## Morti
- 21 giugno - Gaio Flaminio Nepote, politico e generale romano
- Andrea, medico greco antico
- Arsace I, sovrano
- Gaio Centenio, romano